# Fernando 'Lasama' de Araújo
Fernando 'La Sama' (ou Lasama) de Araújo (Manutaci/Ainaro, 26 de Fevereiro de 1962 — Dili, 2 de Junho de 2015) foi um dos candidatos às Eleições Presidenciais em Timor-Leste em Abril de 2007. Foi presidente interino de Timor-Leste em 2008.
Presidente do PD (Partido Democrático, que tem sete deputados). Testemunhou, aos 12 anos, o massacre de 18 elementos da família, pelo exército indonésio. Estudante de Letras, em Bali, foi fundador e secretário-geral da RENETIL (Resistência Nacional dos Estudantes de Timor-Leste). Detido em 1991 e condenado a seis anos e quatro meses de prisão de Cipinang (Indonésia), onde conviveu com Xanana Gusmão.

Foi Vice-Ministro dos Negócios Estrangeiros e Cooperação no II Governo Transitório, de 2001 a 2002.
As mobilizações eleitorais que obteve, a idade e o facto de representar o segundo partido mais votado, a seguir à Fretilin, contribuem para que muitos previssem uma votação elevada na sua candidatura pelo Partido Democrático. Foi eleito Presidente do Parlamento Nacional em 2007. Logo após o atentado à vida de José Ramos-Horta, tornou-se presidente interino do país durante 2 meses.
No V Governo Constitucional, em 2012, foi Vice-Primeiro-Ministro. Posteriormente ocupou os cargos de Ministro de Estado, Coordenador dos Assuntos Sociais e Ministro da Educação.

## Distinções
- Ordem Nicolau Lobato (2015, póstumo) atribuída pelo presidente Taur Matan Ruak